# Planeta anão

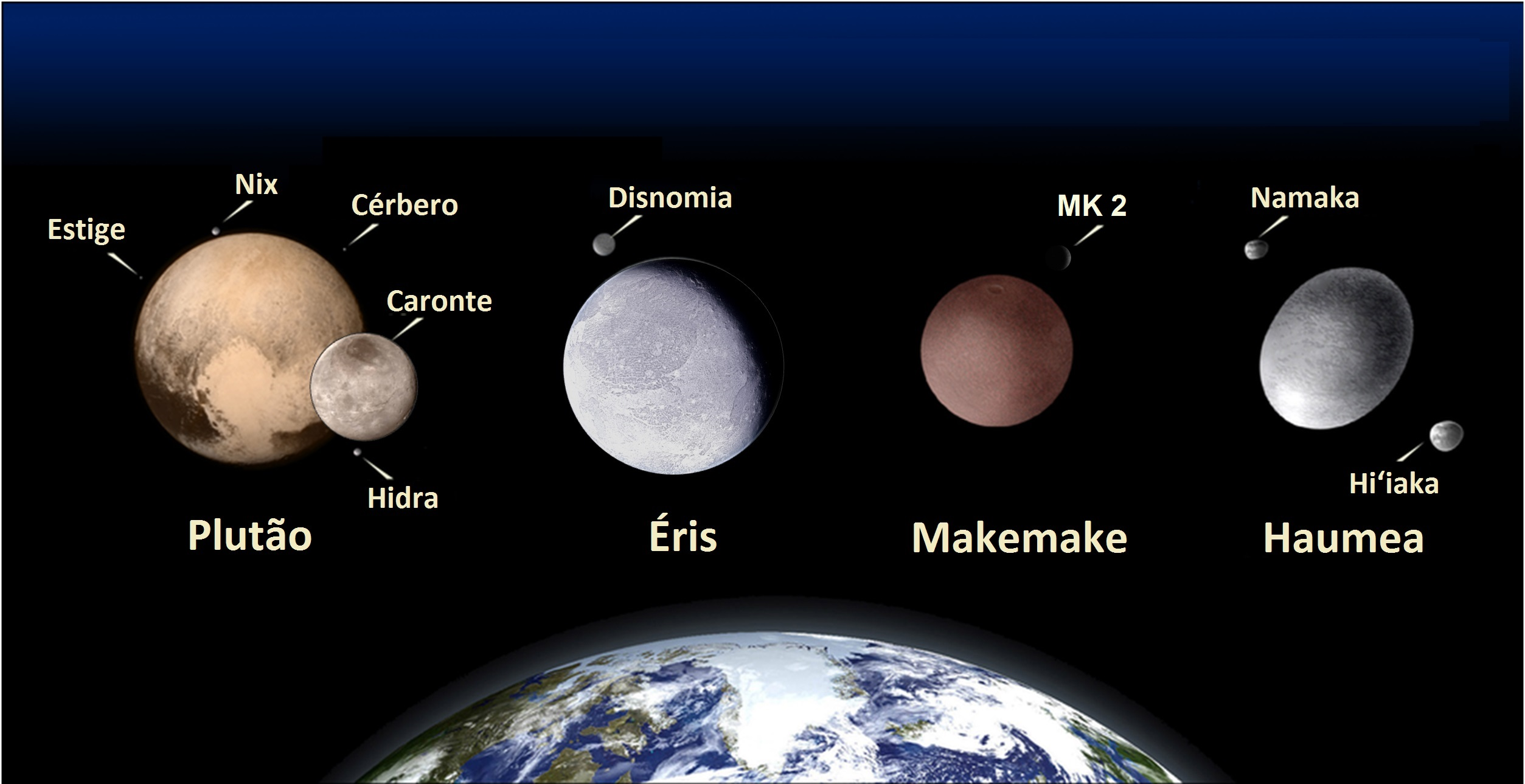
Os quatro maiores planetas anões (Éris, Plutão, Makemake e Haumea); em baixo a silhueta da Terra para comparação de dimensões

Planeta anão é o termo criado pela União Astronómica Internacional (UAI) para definir uma nova classe de corpos celestes, diferente da definição de planeta e de corpo menor do Sistema Solar (ou planeta menor). Foi introduzido na resolução da UAI a 24 de agosto de 2006 sobre a definição de planeta para os corpos do Sistema Solar. Porém, não há uma definição clara do que constitui um planeta anão, e se classificar um objeto como tal cabe aos astrônomos individuais. A UAI apenas estabeleceu diretrizes para qual comitê supervisionaria a nomeação de prováveis planetas anões. Assim, o número de planetas anões no Sistema Solar é desconhecido.
Atualmente, com base nas diretrizes da UAI se classifica cinco objetos como planetas anões: Ceres, Plutão, Haumea, Makemake e Éris. Com exceção de Ceres, todos os outros têm suas órbitas localizadas além da órbita de Netuno. Mas, os astrônomos concordam em geral que pelo menos os nove maiores candidatos são planetas anões – em ordem aproximada de tamanho, Plutão, Éris, Haumea, Makemake, Gonggong, Quaoar, Ceres, Orco e Sedna. Permanece uma incerteza considerável sobre o décimo maior candidato, Salácia, que pode, portanto, ser considerado um caso limítrofe. Destes dez, dois foram visitados por espaçonaves (Plutão e Ceres) e outros sete têm pelo menos um satélite natural conhecido (Éris, Haumea, Makemake, Gonggong, Quaoar, Orco e Salácia), o que permite que suas massas e, portanto, uma estimativa de suas densidades seja determinada. A massa e a densidade, por sua vez, podem ser encaixadas em modelos geofísicos na tentativa de determinar a natureza desses objetos. Apenas um, Sedna, não foi visitado e nem tem satélites conhecidos, dificultando assim uma estimativa precisa de sua massa. Alguns astrônomos também incluem muitos outros corpos menores, mas não há consenso de que sejam planetas anões.

## Definição
De acordo com a UAI, um planeta anão é um corpo celeste que:
- Esteja em órbita em redor do Sol;
- Tenha massa suficiente para que a sua própria gravidade supere as forças de corpo rígido, de maneira que esteja em equilíbrio hidrostático e tenha uma forma quase esférica;
- Não tenha as vizinhanças da sua órbita desimpedidas;
- Não seja um satélite.

Segundo estas características, a diferença entre os planetas e os planetas anões é que estes últimos não têm as proximidades da sua órbita desimpedidas. Esta característica sugere uma origem distinta para os dois tipos de corpos.
De acordo com a definição da UAI, aqueles objetos que relativamente ao Sol estão mais fora da órbita de Neptuno recebem o nome de objetos transneptunianos. Se um objeto celeste cumpre os requisitos da definição de planeta anão e pertence também ao grupo dos transneptunianos (se está na intersecção desses conjuntos) denomina-se plutoide.
As consequências mais imediatas desta nova definição foram a perda de Plutão do estatuto de planeta, a sua classificação como planeta anão e o aumento de categoria de Ceres, antes considerado um asteroide, e de Éris, conhecido como Xena de maneira informal ou 2003 UB313, a sua denominação provisória.

## Lista de planetas anões e as suas características
A UAI identificou inicialmente três corpos celestes que receberam imediatamente a classificação de “planetas anões”: Ceres (descoberto em 1801), Plutão (descoberto em 1930) e Éris (descoberto em 2005). Em Julho de 2008 a lista aumentou com um novo integrante: Makemake. A lista atual é a seguinte:
| Nome                                     | Ceres                     | Plutão                                | Éris                             | Makemake          | Haumea             |
| ---------------------------------------- | ------------------------- | ------------------------------------- | -------------------------------- | ----------------- | ------------------ |
| Imagem                                   |                           |                                       |                                  |                   |                    |
| Designação de planeta menor              | 1                         | 134340                                | 136199                           | 136472            | 136108             |
| Região do sistema solar                  | Cintura de asteroides     | Cintura de Kuiper                     | Disco disperso                   | Cintura de Kuiper | Cintura de Kuiper  |
| Diâmetro (em km)                         | 975×909                   | 2 370                                 | 2 326 ± 12                       | 1 420 ± 60        | ~1 400             |
| Massa (em kg) comparado com a Terra      | 9,5×1020 0,00016          | ~1,305×1022 0,0022                    | ~1,66×1022                       | ~4 × 1021         | (4,2 ± 0,1) × 1021 |
| Raio equatorial mediano* em km           | 0,0738 471                | 0,180 1 148,07                        | 0,19 ~1 200                      | 750 ± 200         |                    |
| Volume*                                  | 0,00042                   | 0,005                                 | 0,007                            |                   |                    |
| Densidade (em kg/m³)                     | 2,08                      | 2,0                                   |                                  |                   |                    |
| Gravidade no equador (em m/s²)           | 0,27                      | 0,60                                  |                                  |                   |                    |
| Velocidade de escape (em km/s)           | 0,51                      | 1,2                                   |                                  |                   |                    |
| Período de rotação (em dias siderais)    | 0,3781                    | -6,38718 (retrógrado)                 |                                  |                   |                    |
| Raio Orbital** (ua) média média em km    | 2,5-2,9 2,766 413 715 000 | 29,66-49,30 39,48168677 5 906 376 200 | 37,77 - 97,56 67,6681 10 210 000 | 38,509-53,074     |                    |
| Período orbital* (em anos siderais)      | 4,599                     | 248,09                                | 557                              | 309,88            | 285                |
| Velocidade média de órbita (em km/s)     | 17,882                    | 4,7490                                | 3,436                            | 4,419             |                    |
| Excentricidade da órbita                 | 0,080                     | 0,24880766                            | 0,44177                          | 0,159             |                    |
| Inclinação da órbita                     | 10,587°                   | 17,14175°                             | 44,187°                          | 28,96º            | 28,19°             |
| Inclinação do equador a partir da órbita | 4°                        | 119,61°                               |                                  |                   |                    |
| Temperatura média da superfície (em K)   | 167                       | 40                                    | 30                               | 30-35             |                    |
| Número de satélites naturais             | 0                         | 5                                     | 1                                | 1                 | 2                  |

### Possíveis planetas anões
| Nome              | Categoria                         | Diâmetro           | Massa                  | Raio orbital médio |
| ----------------- | --------------------------------- | ------------------ | ---------------------- | ------------------ |
| Caronte           | Satélite natural ou planeta duplo | 1 207 km ± 3 km    | 1,52 ± 0,06 × 1021 kg  | 39,4 UA            |
| Sedna             | Objeto de disco disperso          | 1 180–1 800 km     | 1,7-6,1 × 1021 kg      | 509 UA             |
| Orco              | Plutino                           | 840 – 1 880 km     | 6,2 - 7,0 × 1020 kg    | 39,2 UA            |
| Quaoar            | Cubewano                          | 989 - 1 346? km    | 1,0-2,6 × 1021 kg      | 43,5 UA            |
| 2002 TC302        | Objeto de disco disperso          | ≤ 1 200 km         | desconhecida           | 55,4 UA            |
| Varuna            | Cubewano                          | ~936 km            | ~5,9 × 1020 kg         | 42,9 UA            |
| 2002 UX25         | Cubewano                          | ~910 km            | ~7,9 × 1020 kg         | 42,9 UA            |
| 2002 TX300        | Cubewano                          | <900 km            | desconhecida           | 43,1 UA            |
| (19308) 1996 TO66 | Cubewano                          | desconhecida       | desconhecido           | 43,2 UA            |
| Aya               | Cubewano                          | 700±50 km          | desconhecida           | 47,0 UA            |
| Íxion             | Plutino                           | <822 km            | desconhecida           | 39,6 UA            |
| Gonggong          | Objeto de disco disperso          | ~1 200 km          | desconhecida           | 67,3 UA            |
| 10 Hígia          | Objeto da Cintura de asteroides   | 450 × 430 × 424 km | (8,21 ± 0,29) ×1019 kg | 3,142 UA           |

Ainda não é claro em que casos se devem aplicar os termos asteroide ou objeto da Cintura de Kuiper, no que diz respeito a determinados corpos celestes nas suas respetivas regiões, ou se somente se aplicam a um corpos pequenos do sistema solar, pois existem asteroides fora da Cintura de asteroides, que não estão exclusivamente definidos por uma região orbital, e pode ser que essa classificação deixe de ser aplicada aos planetas anões. Além disso, a definição de asteroide implica previamente um corpo menor. Mas pode ainda acontecer que Ceres continue a ser considerado um asteroide, e objetos plutónicos considerados objetos da Cintura de Kuiper. Nesse caso, ambas as categorias deverão ser subdivididas em anões e corpos menores, e o problema seria oficialmente resolvido. O estatuto de Caronte, actualmente visto como satélite de Plutão, torna-se incerto. Isto porque não há uma definição clara do que constitui um sistema de satélites e um sistema binário, porque Caronte é muito maior que outros satélites comparados com as suas respetivas “parelhas”, e porque Plutão e Caronte orbitam em torno de um ponto no espaço situado entre ambos sem que esse ponto se encontre dentro de Plutão, fazendo com que o sistema pudesse ser designado no futuro como sistema binário ou sistema de planetas duplos, convertendo também Caronte num planeta anão. Além disso, em torno deste duplo sistema orbitam os seus outros quatro satélites conhecidos.
O maior asteroide, Vesta, também aparece pelo menos como semiesférico, pois tem uma face plana notável, enquanto que Palas é mais irregular, podendo Juno regular a sua forma, mas pelo menos parcialmente arredondados pela gravidade. Potencialmente os três ou quatro podem seguir os critérios da UAI. Como Ceres, estes corpos do Sistema Solar foram considerados como planetas desde a sua descoberta até ao final da década de 1850.

## Tamanho e massa dos planetas anões

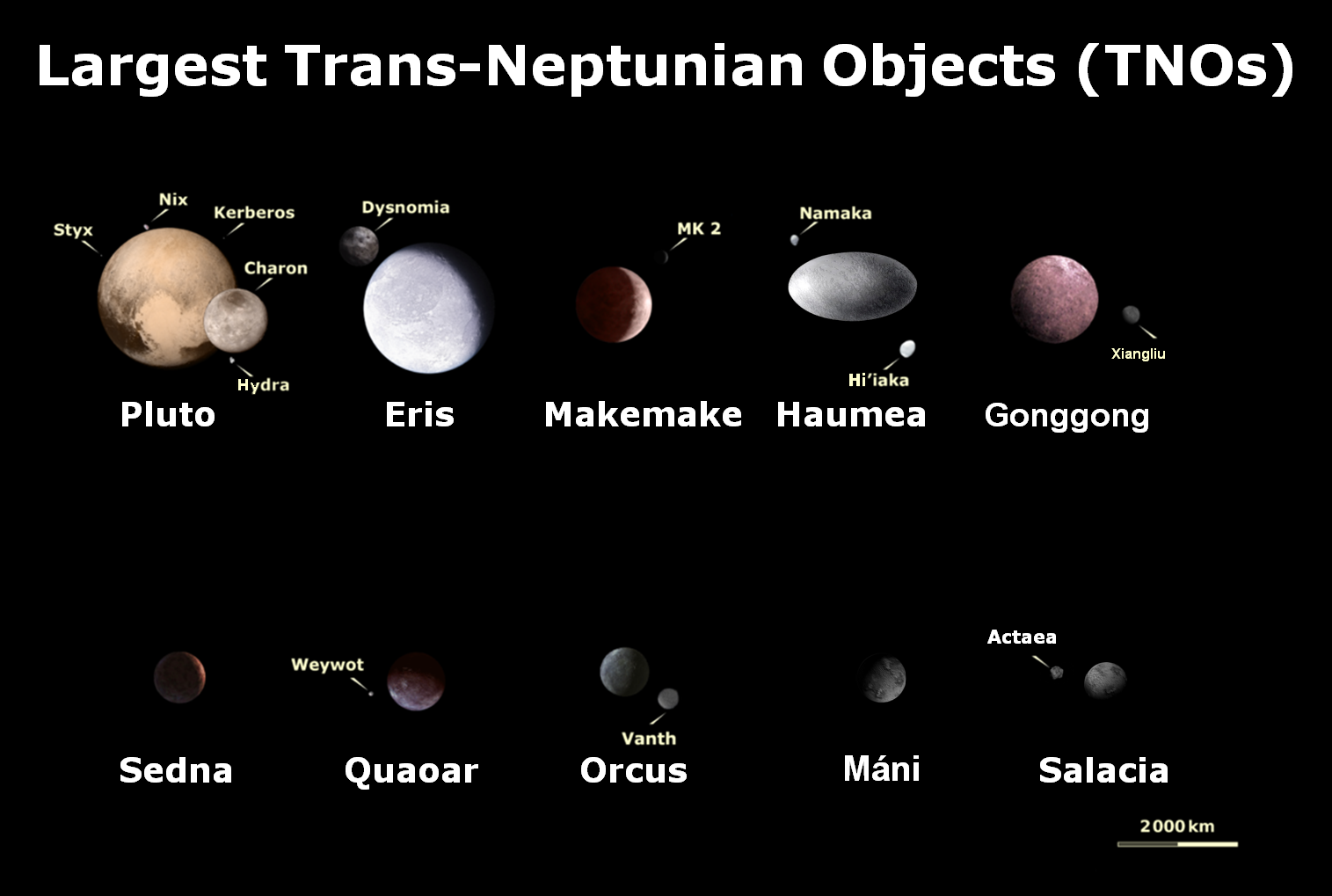
Comparação de tamanhos

Os limites máximos e mínimos de tamanho e da massa dos planetas anões não estão especificados na resolução 5A da UAI. Não existe definido um limite máximo, e um objeto maior ou com maior massa do que Mercúrio que se considere como tendo "claramente vizinhos em torno de sua órbita" pode ser classificado como um planeta anão.
O limite mínimo é determinado pelo conceito de equilíbrio hidrostático da forma, mas o tamanho ou a massa a que um objeto adquire a sua massa não é definido, e observações empíricas sugerem que pode variar de acordo com a composição e história do objeto. O projeto original da resolução 5 da UAI definiu a forma em equilíbrio hidrostático como a aplicação "para objetos com massa superior a 5 x 1020 kg e diâmetro superior a 800 km", mas isto não foi conservado na resolução 5A final que foi aprovada. Assim, a UAI evita colocar limites arbitrários sem fundamento, e decide basear-se em prova observacional.

## Domínio orbital
Astrónomos como S. Alan Stern, Harold Levison, Steven Soter e outros têm discutido sobre a distinção entre planetas anões e planetas clássicos com o fundamento de que estes possam ter "desimpedido a vizinhança em torno de sua órbita"; ou seja, foram retirados outros corpos menores do seu ambiente por colisões, capturas ou interferências na sua órbita. Este conceito é combinado com o conceito de domínio da órbita, medido através do discriminante planetário (μ) como a razão entre a massa de um planeta e a soma das massas de todos os seus objetos próximos. Os planetas anões são demasiado pequenos, no que se refere à massa, para alterar significativamente o seu redor, como um planeta faz.
Há muitas outras teorias que tentam diferenciar planetas (clássicos) e planetas anões, mas a atual definição de planeta usa este conceito.
Stern introduz um parâmetro, Λ, que expressa a probabilidade de um encontro resultar num desvio da órbita. O valor deste parâmetro é, de acordo com Stern, proporcional ao quadrado da massa e inversamente proporcional ao período. De acordo com os autores, este valor pode ser usado para estimar a capacidade de um corpo celeste para desimpedir a sua órbita de pequenos corpos. Stern e Levison descobriram um buraco de cinco ordens de magnitude em Λ entre planetas rochosos menores, asteroides e objetos maiores do cinturão de Kuiper:
| Discriminantes planetários | Discriminantes planetários | Discriminantes planetários | Discriminantes planetários |
| Corpo                      | Massa/MT                   | Λ/ΛT                       | µ*                         |
| -------------------------- | -------------------------- | -------------------------- | -------------------------- |
| Mercúrio                   | 0,055                      | 0,0126                     | 9,14×104                   |
| Vénus                      | 0,055                      | 0,0126                     | 9,14×104                   |
| Terra                      | 0,055                      | 0,0126                     | 9,14×104                   |
| Marte                      | 0,107                      | 0,0061                     | 1,8×105                    |
| Júpiter                    | 317,7                      | 8 510                      | 6,25×105                   |
| Saturno                    | 95,2                       | 308                        | 1,9×105                    |
| Úrano                      | 14,5                       | 2,51                       | 2,9×104                    |
| Neptuno                    | 17,1                       | 1,79                       | 2,4×104                    |
| Ceres                      | 0,00015                    | 8,7×10-9                   | 0,33                       |
| Plutão                     | 0,0022                     | 1,95×10-8                  | 0,077                      |
| Éris                       | 0,005                      | 3,5×10-8                   | 0,10                       |
| Makemake                   | 0,000 67                   | 1,45×10-9                  | 0,02                       |
| Haumea                     | 0,000 67                   | 1,72×10-9                  | 0,02                       |

*µ = M/m, em que M é a massa do corpo e m é a soma das massas de todos os corpos menores que partilham a sua zona orbital

## Tipos de planetas anões

Ilustração da medida estimada dos maiores objetos transneptunianos, entre eles Plutão e Éris. Alguns outros objetos poderiam ser considerados planetas anões

A resolução 6A da UAI reconhece que Plutão é "o protótipo de uma nova categoria de objetos transneptunianos". O nome e a natureza desta categoria não são especificados, mas na discussão prévia à resolução, os membros desta categoria que foram designados como "plutões" ou "objetos plutonianos"; embora estas duas denominações não tenham sido aceites; sendo a primeira refutada e abandonada na resolução final (6B), e a segunda, não obteve a maioria para ser aprovada. Portanto, esta categoria não tem nome de momento.
Esta categoria de objetos semelhantes a Plutão aplica-se apenas a planetas anões que também são objetos transneptunianos e seus períodos, inclinações e excentricidade são semelhantes a Plutão. Os objetos desta categoria foram definidos como planetas cujo período orbital é maior do que 200 anos e muito mais inclinada e elíptica que a dos planetas clássicos.
Objetos que pertencem a esta categoria, para além de Plutão, são desconhecidos. A maior lua de Plutão, Caronte, também pertenceria a esta categoria se fosse considerado como um planeta anão; e Éris e outros objetos mencionados na tabela acima "Planetas anões possíveis" também cumprirão com as características necessárias para o ser, mas não é sempre em grau igual ou maior que Plutão: Quaoar, por exemplo, tem uma excentricidade e inclinação muito menores, por isso provavelmente não seria incluído nesta categoria.

## Relação entre planetas anões e outras categorias do sistema solar
A classificação dos objetos do Sistema Solar em três categorias (planetas clássicos, planetas anões e corpos menores do sistema solar) estabelecida pela resolução 5A da UAI não substitui as classificações anteriores com base noutros critérios, como a localização do corpo no sistema solar, a sua composição ou da sua história. De facto, a mesma resolução fala de asteroides, objetos transneptunianos e cometas.

## Exploração espacial dos planetas anões

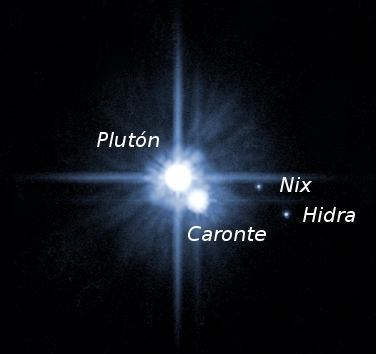
Plutão, Caronte, Nix e Hidra

A missão New Horizons da Agência Espacial Norte-americana (NASA), lançada a partir de Cabo Canaveral a 19 de janeiro de 2006 explorou Plutão quando lá chegou a 14 de julho de 2015 e o cinturão de Kuiper mais tarde.
Por sua parte, a Missão Dawn, lançada em setembro de 2007, estuda Ceres e o cinturão de asteroides.